# Breitenteichische Mühle
Das Naturschutzgebiet Breitenteichische Mühle liegt auf dem Gebiet der Stadt Angermünde im Landkreis Uckermark in Brandenburg.
Das Gebiet mit der Kenn-Nummer 1049, das zum Biosphärenreservat Schorfheide-Chorin gehört, wurde mit Verordnung vom 1. Oktober 1990 unter Naturschutz gestellt. Das rund 147,9 ha große Naturschutzgebiet erstreckt sich östlich von Bruchhagen, einem Ortsteil der Stadt Angermünde. Westlich verläuft die B 198 und östlich die Landesstraße L 28. Am südlichen Rand des Gebietes fließt die Welse, ein linker Nebenfluss der Oder.